# Orthetrum balteatum
Orthetrum balteatum – gatunek ważki z rodziny ważkowatych (Libellulidae).